# 남부주 (레바논)
남부주(아랍어: الجنوب)는 레바논 남부에 위치한 주로, 주도는 시돈(사이다)이며 인구는 360,000명, 면적은 2,000km2이다. 주에서 가장 낮은 곳은 바다와 맞닿아 있는 연안 지역이며 가장 높은 곳은 해발 1,000m 지역이다. 이슬람교 시아파와 수니파, 동방 정교회, 가톨릭, 개신교, 아르메니아 정교회 신자가 다수를 차지한다.

## 같이 보기
- 사렙타